# Торронсуо (национальный парк)
Торронсуо (фин. Torronsuon kansallispuisto) — национальный парк расположен на юге Финляндии в 100 км к северо-западу от Хельсинки. Ещё до того, как близкая к естественному состоянию заболоченная территория была объявлена национальным парком в 1990 г., она входила в число особо охраняемых природных территорий. Площадь национального парка составляет около 25 кв. км. При осмотре парке не рекомендуется сходить с троп, поскольку можно попасть в болото.
Территория парка представляет собой типичное верховое болото, внутренняя часть которого выше окраинной. Слой торфа здесь один из самых мощных среди болот Финляндии, он составляет около 12 метров.
В пределах «Торронсуо» обитает несколько видов птиц и бабочек. Часть видов птиц и насекомых типична для более северных районов Финляндии, а на юге страны они встречаются только в пределах этого национального парка. Имеется смотровая вышка в Кильямо (Kiljamo)